# 泛亞電信
泛亞電信股份有限公司是臺灣一家已解散的行動通訊公司，服務範圍為台灣南部地區。2008年9月2日，泛亞電信併入台灣大哥大。

## 歷史
1998年，台塑關係企業、大眾商業銀行、國產實業建設與美國西南貝爾電訊合資成立泛亞電信，獲配行動電話門號冠碼為「09317－09319」與「0929」。
2002年10月21日，泛亞電信推出獨家服務「泛亞任選號」，開放用戶自由選換個人幸運門號。
2002年7月，台灣大哥大獲得泛亞電信經營權。
2006年，台灣大哥大設立「泛亞國際電信股份電信有限公司」，合併「泛亞電信股份有限公司」，「泛亞國際電信股份電信有限公司」為存續公司，「泛亞電信股份有限公司」為消滅公司，合併之後，「泛亞國際電信股份電信有限公司」更名「泛亞電信股份有限公司」，使其成為台灣大哥大控有100％股權的子公司。
2008年9月2日，泛亞電信併入台灣大哥大，成為消滅公司。

## 廣告代言

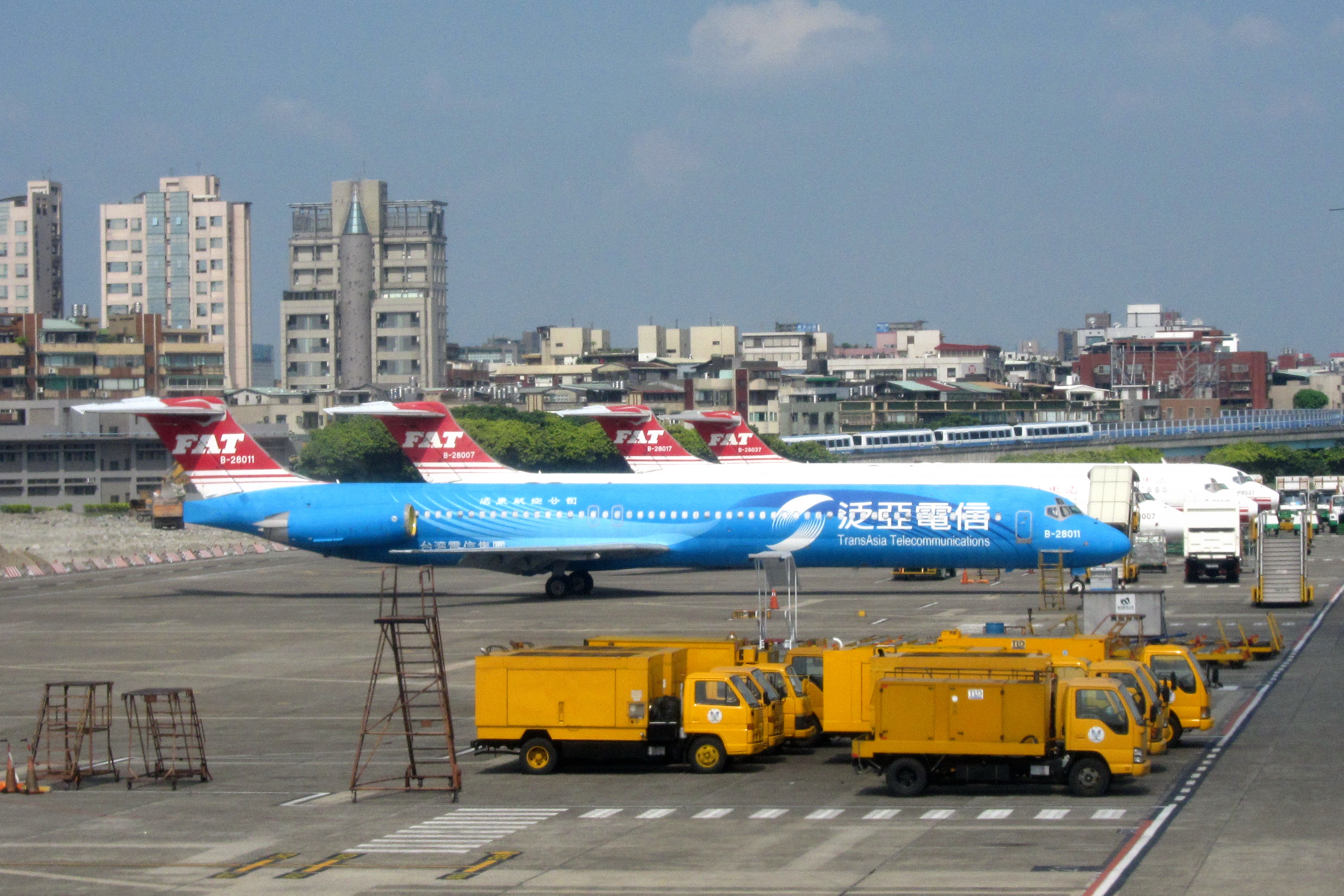
2011年6月，臺北松山機場停機坪甫復飛不久的遠東航空MD-82機隊，最前方B-28011為泛亞電信全機廣告機。

- 胖子老鳥與瘦子菜鳥系列廣告，曾轟動一時。（「菜鳥」世朋、「老鳥」葉民、「Kelly」林韋君、「小娟」黃玉慧[4]）

- 「泛亞雙網預付卡」（2U卡）（演員有林依晨、葉民志）
- 「泛亞任選號」 - 除臭任務篇（演員有王俐人）、便利商店篇（演員有葉民志）

## 腳注
1. ↑  泛亞電信. . 手機王. 2003-03-13  [2016-04-05]. （原始内容存档于2017-03-09） （中文（臺灣））.
2. ↑  . 大纪元时报. 2001年5月9日  [2014年2月14日]. （原始内容存档于2020年2月2日）. 台灣大哥大昨天（5月9日當地）正式與泛亞電信簽約，以每股39.9元、總價135億元收購泛亞97%股權，成為國內行動電話業界歷來最大併購案。台灣大哥大董事長孫道存強調……。
3. ↑  維護公告 （页面存档备份，存于） - 泛亞電信網站
4. ↑  拍攝泛亞電信廣告時，沈世朋和林韋君都是廣告模特兒，葉民志是汽車業務員，黃玉慧是學生。導演蕭雅全，曾隨侯孝賢工作。（【廣告創造明星 泛亞4角都紅了 菜鳥小沈 ‘草’落誰家？】，記者 張寧，民生報 - CS8版 -寶島星樂園，2000年12月16日）